# Муктиколь
Муктиколь (каз. Мүктікөл) — село в Житикаринском районе Костанайской области Казахстана. Административный центр Муктикольского сельского округа. Находится примерно в 48 км к юго-западу от районного центра, города Житикара. Код КАТО — 394447100.

## Население
В 1999 году население села составляло 947 человек (480 мужчин и 467 женщин). По данным переписи 2009 года, в селе проживало 427 человек (227 мужчин и 200 женщин).